# Can't Get Enough (Big Time Rush)
Can't Get Enough è un singolo della boyband statunitense Big Time Rush, pubblicato il 6 febbraio 2023 come primo estratto dal quarto album in studio Another Life dalle etichette BMG e Bought the Rights.

## Tracce
Testi di Adam Korbesmeyer, Candace Sosa, Carlos PenaVega, Kendall Schmidt, James Maslow, Logan Henderson, musiche di Korbesmeyer, Schmidt.
1. Can't Get Enough – 3:26